# Rinceau

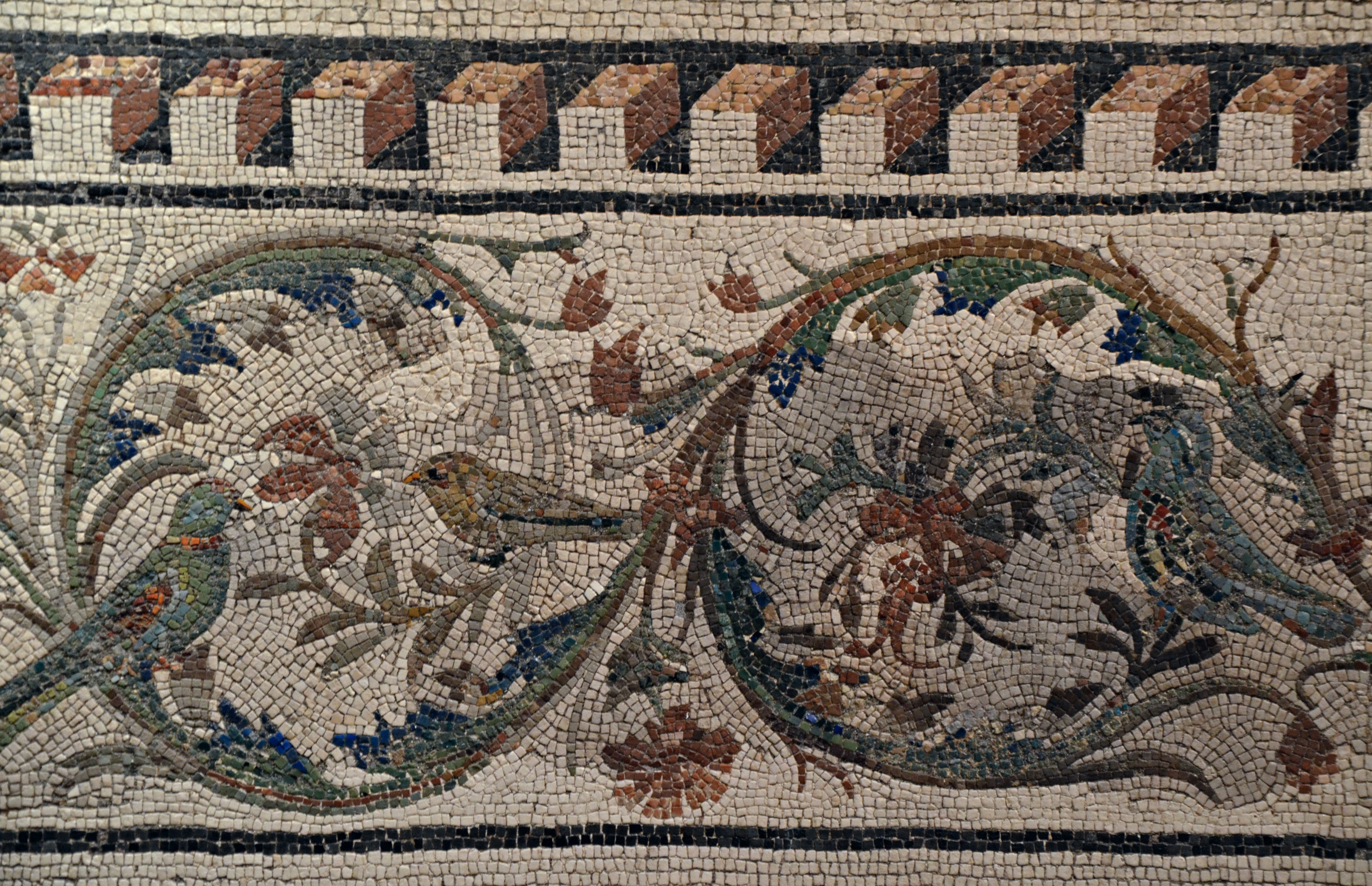
Borda de mosaico de rinceaux e animais, da Via Panisperna em Roma, final do século II - início do século I a.C.

Rinceau (da palavra francesa equivalente a cacho em português ) ou gavinha (do latim viticula, pequena videira) , na arquitetura , borda ou faixa decorativa, apresentando vinhas estilizadas com folhas e frequentemente com frutas ou flores. Aparece pela primeira vez como um motivo decorativo na Antiguidade Clássica, nomeadamente na arquietura visigótica. Os rinceaux romanos geralmente consistiam numa videira dupla ondulada crescendo num vaso. Galhos, vinhas e cardos são misturados em rinceaux góticos, e em exemplos renascentistas aparecem pequenos animais ou cabeças humanas. É um motivo decorativo, esculpido ou pintado, em formas entrelaçadas precisamente como cachos de uvas ou gavinhas, portanto com elementos que lembram brotos, ramos, flores, folhas e frutos. Em francês, o motivo é designado pela palavra rinceau , termo derivado do latim ramoscellus , galho; enquanto em inglês é indicado tanto pelo termo francês quanto pelo termo composto foliated scroll , que significa rolo de folhas.
Durante o século XVII, o rinceau retornou ao estilo clássico mais simples, e no século XVIII foi tratado muito mais livremente, com repetição menos rígida de formas idênticas. Na arquitetura clássica greco-romana, o rinceau é geralmente encontrado num friso, o elemento central de um entablamento, imediatamente abaixo da cornija. 
Consiste num motivo contínuo e ondulado em forma de caule do qual caules folhosos menores ou grupos de folhas se ramificam em intervalos mais ou menos regulares.